# ابوسعد زرگانی
احمد مجید هزامی مشهور به ابوسعد زرگانی متولد سال ۱۳۴۳ خورشیدی است. ابوسعد از نوازندگان عرب خوزستانی و متولد روستای زرگان ابوفاضل از توابع شهرستان اهواز است. او بیشتر در خوانندگی به سبک علوانیه و نوازندگی با ساز ربابة شهرت دارد. همچنین پس از تجلیل وی در هشتمین جشنواره موسیقی نواحی بر شهرتش افزوده شد. او نوازندگی را از دو پیشکسوت موسیقی جنوب ایران حسان اگزار چنانی زاده و علوان الشویع آموخت 

## آشنایی با موسیقی
ابوسعد از اهالی روستای زرگان ابوفاضل از توابع شهرستان اهواز است و از ۱۴ سالگی نوازندگی با ساز ربابة را آموخت. وی ابتدا نوازندگی را با ساز گلن آغاز کرد و در نشست‌های موسیقی علی رشداوی شرکت می‌کرد.
او همچنین نوارهای کاست حسان اگزار چنانی زاده را در پیشرفتش مؤثر می داند.
پیشه اصلی زرگانی رانندگی ماشینهای سنگین است.

## شرکت در هشتمین جشنواره موسیقی نواحی
ابو سعد زرگانی به عنوان یکی از شخصیت‌های برجسته موسیقی نواحی در هشتمین جشنواره موسیقی نواحی ایران در سال ۱۳۹۲ که در دو شهر تهران و کرمان برگزار شده بود را دعوت کردند. زرگانی در کنار هشت هنرمند نواحی دیگر ایرانی، به عنوان شخصیتی که توانسته ساز محلی دیار خود را حفظ کند مورد تجلیل قرار گرفت و از دست وزیر فرهنگ و ارشاد وقت جایزه و تندیس این جشنواره را دریافت کرد. پیش از این قرار بود علی رشداوی را در این جشنواره دعوت کنند که به دلیل بیماری نتوانست در این همایش شرکت کند و دبیرخانه جشنواره از ابوسعد دعوت به عمل آورد 

دومین شب جشنواره موسیقی نواحی با اجرای ابوسعد زرگانی آغاز شد و این هنرمند اهوازی مخاطبان را میزبان موسیقی عربی با ساز «رباب‌الشاعر» یا ربابة کرد. همچنین در این مراسم از ساز رباب یا رباب الشاعر برای نخستین بار در همایشی ملی رونمایی شد که رسانه‌های ملی آن را «ساز عجیب ربابه» خواندند.
ربابة یک ساز آرشه‌ای کمانی است که یک کوک و یک سیم دارد و ابوسعد زرگانی از ۱۴ سالگی به نواختن آن تسلط داشت. وی می‌نوازد و اشعار عربی می‌خواند. در این جشنواره دو سبک «علوانیه»، «ابوذیه»، «عتاب» و «نایلی» که از قطعات عربی - محلی جنوب ایران هستند را در تالار رودکی تهران اجرا کرد.

### حاشیه جشنواره موسیقی نواحی
ابوسعد پس از اجرا در این همایش، از آن جا که کلامش عربی بود حاضران خواستار ترجمه اشعار شدند اما این هنرمند به دلیل تسلط نداشتن به زبان فارسی توانایی ترجمه نداشت. رسانه‌های ملی ایران در این باره نوشتند که «درخواست مخاطبان برای توضیح بیشتر درباره قطعات، نیاز به حضور پژوهشگر موسیقی مناطق بر روی صحنه را بیشتر گوشزد می‌کرد».

## همنوایی «تار» و«رباب
ابوسعد با ساز رباب الشاعر «ربابة» برای اولین بار به همراه «پیمان غمخوار احمدی» از نوازنده تار نواحی، اجرای مشترک در تالار وحدت تهران داشت.